# Tina Keeper
Christina Keeper dite Tina Keeper, née le 20 mars 1962 à Winnipeg (Manitoba), est une militante autochtone, actrice et femme politique canadienne. Elle est députée à la Chambre des communes du Canada, pour la circonscription manitobaine de Churchill sous la bannière du Parti libéral du Canada de 2006 à 2008.
Keeper est principalement connue pour son rôle d'agente de la GRC Michelle Kenidi dans la série télévisée de CBC North of 60.
Keeper est nommée à l'Ordre du Canada en 2024.